# Graphium schaffgotschi
Graphium schaffgotschi är en fjärilsart som först beskrevs av Friedrich Wilhelm Niepelt 1927.  Graphium schaffgotschi ingår i släktet Graphium och familjen riddarfjärilar. Inga underarter finns listade i Catalogue of Life.